# Chiesa dei Santi Ruperto e Leonardo
La chiesa dei Santi Ruperto e Leonardo è la parrocchiale di Vallenoncello, frazione di Pordenone, in provincia di Pordenone e diocesi di Concordia-Pordenone; fa parte della forania di Pordenone.

## Storia
Si sa che, nel 1056, l'arcivescovo di Salisburgo, entrato in possesso del paese di Vallenoncello, consacrò lì una chiesetta a san Ruperto.
Nel XV secolo la sopra citata chiesa venne demolita e sostituita da una più capiente.
La parrocchia di Vallenoncello fu eretta nei primi anni del XVII secolo.
La chiesa, ormai inadatta a servire la comunità causa l'aumento della popolazione, fu ricostruita tra i secoli XVIII e XIX. Nel 2010 il tetto dell'edificio subì un intervento di restauro.

## Interno
Opere di pregio custodite nella chiesa sono la pala d'altare maggiore, opera del Pordenone del XVI secolo, e un dipinto del Calderari raffigurante la Natività di Cristo.
Sulla cantoria in controfacciata si trova l'organo a canne, costruito dalla ditta Michelotto nel 2006. A trasmissione elettrica, dispone di 18 registri su due manuali e pedale.